# Шарон, Арье
Арье Шарон (англ. Aryeh Sharon; 28 мая 1900, Ярослав, Польша — 24 июля 1984, Париж) — израильский архитектор. Лауреат Государственной премии Израиля по архитектуре.

## Биография
Арье Шарон родился в Польше, в еврейской семье. Приехал в Эрец-Исраэль в 1920 году, стал членом кибуца Ган-Шмуэль, работал каменщиком. В 1926—1930 гг. учился архитектуре в знаменитой школе Баухауз (Дессау, Германия), затем работал два года в архитектурных мастерских Берлина. Вернувшись в Эрец-Исраэль в 1932 г., участвовал в крупных коллективных проектах застройки Тель-Авива и проектировании зданий и комплексов.
После провозглашения Государства Израиль возглавлял в 1948—1953 гг. правительственное Управление проектированием и сыграл значительную роль в формировании архитектурного облика многих новых поселений.
В 1962 г. Шарон удостоен Государственной премии Израиля за заслуги в области архитектуры.

## Избранные проекты и постройки
- Новое помещение больницы «Бейлинсон»
- Старое и новое здания Центра агрикультуры, «Бет-Бреннер»
- Здание больницы «Ихилов»
- Ряд зданий Научно-исследовательского института имени Х. Вейцмана в Реховоте
- Здание Еврейского университета в Иерусалиме
- Общежитие для рабочих в Тель-Авиве (1935)
- Здание израильского павильона на выставке «Экспо-1967» в Монреале (Канада) (в сотрудничестве с сыном, Эльдаром Шароном, и Давидом Резником)